# Stenophylla gallardi
Stenophylla gallardi är en bönsyrseart som beskrevs av Roger Roy 2005. Stenophylla gallardi ingår i släktet Stenophylla och familjen Acanthopidae. Inga underarter finns listade i Catalogue of Life.